# Iustin Popescu
Iustin Alin Popescu (sinh ngày 1 tháng 9 năm 1993 ở Craiova) là một cầu thủ bóng đá người România thi đấu cho Chindia Târgoviște theo dạng cho mượn từ Dinamo București ở vị trí thủ môn.